# Кенген
Кенген (нім. Köngen) — громада в Німеччині, знаходиться в землі Баден-Вюртемберг. Підпорядковується адміністративному округу Штутгарт. Входить до складу району Есслінген.
Площа — 12,52 км2. Населення становить 9780 ос. (станом на 31 грудня 2020).